# 세 개의 무궁동
《세 개의 무궁동》(Mouvements perpétuels, FP 14a)은 프랑시스 풀랑크가 작곡한 3악장으로 되어있는 피아노 모음곡으로, 풀랑크가 19세이던 1918년 12월 파리에서 에릭 사티의 비호 아래 초연되었다. 발렌틴 휴고에게 헌정되었으며, 풀랑크의 음악 스승인 리카르도 비네스에 의해 연주되었다. 1918년 1월부터 풀랑크는 프랑스 육군에 징집되어 복무중에 이 곡을 포함해여 여러 곡을 썼다.
큰 성공을 거두었으며, 지금까지도 가장 그의 대표 작품들 중 하나로 남아있다. 피아니스트 알프레드 코르토는 이 곡에 대해 현대의 지식인 계층에게 맞춰진 사티의 풍자적 시각이라는 평가를 내린다. 그러나 노년의 풀랑크는 젊은 시절 작곡한 가벼운 곡들에 비해 장년 이후에 작곡한 진중한 곡들을 더욱 고평가하였으며, 이 곡에 대해 단순히 견딜만 한 작품이라 묘사했다. "만일 사람들이 1950년대에도 내 작품에 여전히 흥미를 가진다면, 이는 《세 개의 무궁동》보다는 《스타바트 마테르》 때문일 것"이라는 말에서 그 생각이 잘 드러나있다. 그러나 현대에는 가벼운 성격의 곡들에 대해서도 높은 평가가 내려진다.
연주시간은 5분 가량이다. 음악은 해결되지 않고 갑작스레 끝나는데, 풀랑크는 이를 "ultra-easy"라 하며 센강을 바삐 거니는 것과 비교했다. 1925년에 관현악 버전으로도 출판되었는데 이는 FP 14b라는 작품번호를 가진다.

## 악기편성
플루트1, 오보에1, 클라리넷1, 바순1, 호른1, 현5부(6,6,6,6,4)

## 구조
- 1악장: Assez modéré (사분음표 = 144, 24마디)
- 2악장:  Très modéré (사분음표 = 92, 14마디)
- 3악장: Alerte (사분음표 = 138, 58마디)

## 참고 문헌
- Hell, Henri; Edward Lockspeiser (trans) (1959). 《Francis Poulenc》. New York: Grove Press. OCLC 1268174.
- Ledin, Marina and Victor. 《Notes to Naxos CD 8.553930: Poulenc Piano Music, Volume 2》. Hong Kong: Naxos. OCLC 884182629.
- Schmidt, Carl B (2001). 《Entrancing Muse: A Documented Biography of Francis Poulenc》. Hillsdale, NY: Pendragon Press. ISBN 978-1-57647-026-8.
- Schmidt, Carl B. (1995). 《The Music of Francis Poulenc (1899–1963): A Catalogue》. Oxford: Clarendon Press. ISBN 978-0-19-816336-7.